# نيكولاس ماتشادو
نيكولاس ماتشادو (بالإسبانية: Nicolás Machado)‏ (3 يناير 1997 في الأوروغواي - ) هو لاعب كرة قدم أوروغواني في مركز الهجوم.

## وصلات خارجية
- نيكولاس ماتشادو على موقع قاعدة بيانات كرة القدم.إي يو (الإنجليزية)
- نيكولاس ماتشادو على موقع Soccerway.com (الإنجليزية)